# Varechovce
Varechovce (in ungherese Variháza) è un comune della Slovacchia facente parte del distretto di Stropkov, nella regione di Prešov.